# Dubsko
Dubsko (Duits: Dublhota) is een Tsjechische plaats in de gemeente Přestavlky u Čerčan, regio Midden-Bohemen, en maakt deel uit van het district Benešov. Het dorp ligt op 1,5 kilometer afstand van Přestavlky u Čerčan.
Dubsko telt 12 inwoners (2021).

## Geografie
De rivier de Sázava (Duits: Sasau) stroomt in de buurt van het dorp. Ten oosten van Dubsko stroomt de Dubskýbeek (Duits: Duber Bach), die daarin uitmondt. Ten zuiden (richting Přestavlky u Čerčan) verheft zich de heuvel Vepří (481 meter).

## Geschiedenis
De eerste schriftelijke vermelding van Dubsko dateert waarschijnlijk van 1397 (Lhota Dubowa). De eerste met zekerheid vastgestelde vermelding dateert van 1709 (Dubská Lhota) en verwees naar de naam van het bos, dat waarschijnlijk genoemd is naar de nabije burcht Stará Dubá. Een nederzetting op deze locatie werd pas in 1738 vermeld en bestond toen uit een jachtopzienerswoning en boerderij.
In de negentiende eeuw kocht Frans Ferdinand van Oostenrijk-Este, eigenaar van het landgoed Konopiště, de nederzetting en liet alle bebouwing, behalve de jachtopzienerswoning, slopen voor de bouw van een jachtslot. Gedurende de eerste helft van de twintigste eeuw werden opnieuw enkele woningen gebouwd.
Op 14 januari 2020 werd Dubsko officieel ingelijfd als deelgemeente van Přestavlky u Čerčan, nadat het plan reeds op 25 november 2019 was goedgekeurd. Daarmee verkreeg Dubsko officieel de status van dorp en werd begonnen met de bouw van vakantiehuizen.

## Verkeer en vervoer

### Autowegen
Er leidt een regionale weg naar het dorp.

### Spoorlijnen
Er is geen station in Dubsko. Het dichtstbijzijnde station is in Čerčany, op zo'n zes kilometer afstand. Spoorlijn 221 Praag - Benešov - České Budějovice, 210 Praag - Vrané nad Vltavou - Čerčany/Dobříš en 212 Čerčany - Světlá nad Sázavou lopen door en van/naar het station. Het vervoer op lijn 221 begon in 1871, op lijn 210 in 1897 en op lijn 212 in 1901.

### Buslijnen
Er is geen bushalte in het dorp. De dichtstbijzijnde bushalte is in Přestavlky u Čerčan, op zo'n twee kilometer afstand:
| Halte                                    | Lijn(en) | Traject(en)      | Vervoerder(s) |
| ---------------------------------------- | -------- | ---------------- | ------------- |
| Přestavlky u Čerčan, Přestavlky u Čerčan | 796      | Benešov - Pyšely | ČSAD Benešov  |

### Wandelroutes
De volgende wandelroute begint in het dorp:
- Geel: Dubsko - Osada

## Bezienswaardigheden
In het dorp bevinden zich enkele monumenten, waaronder een voormalige jachtopzienerswoning (op nummer vijf), een hoeve (op nummer twee) en aan de noordwestzijde, in het bos, een jachtslot voorzien van vakwerkkunst (op nummer tien). Ten noorden van Dubsko bevindt zich de ruïne van de burcht Stará Dubá en het stadje Odranec. Ten westen van het dorp staat de Sint-Clemenskerk op de heuvelburcht in Lštění.

## Galerij

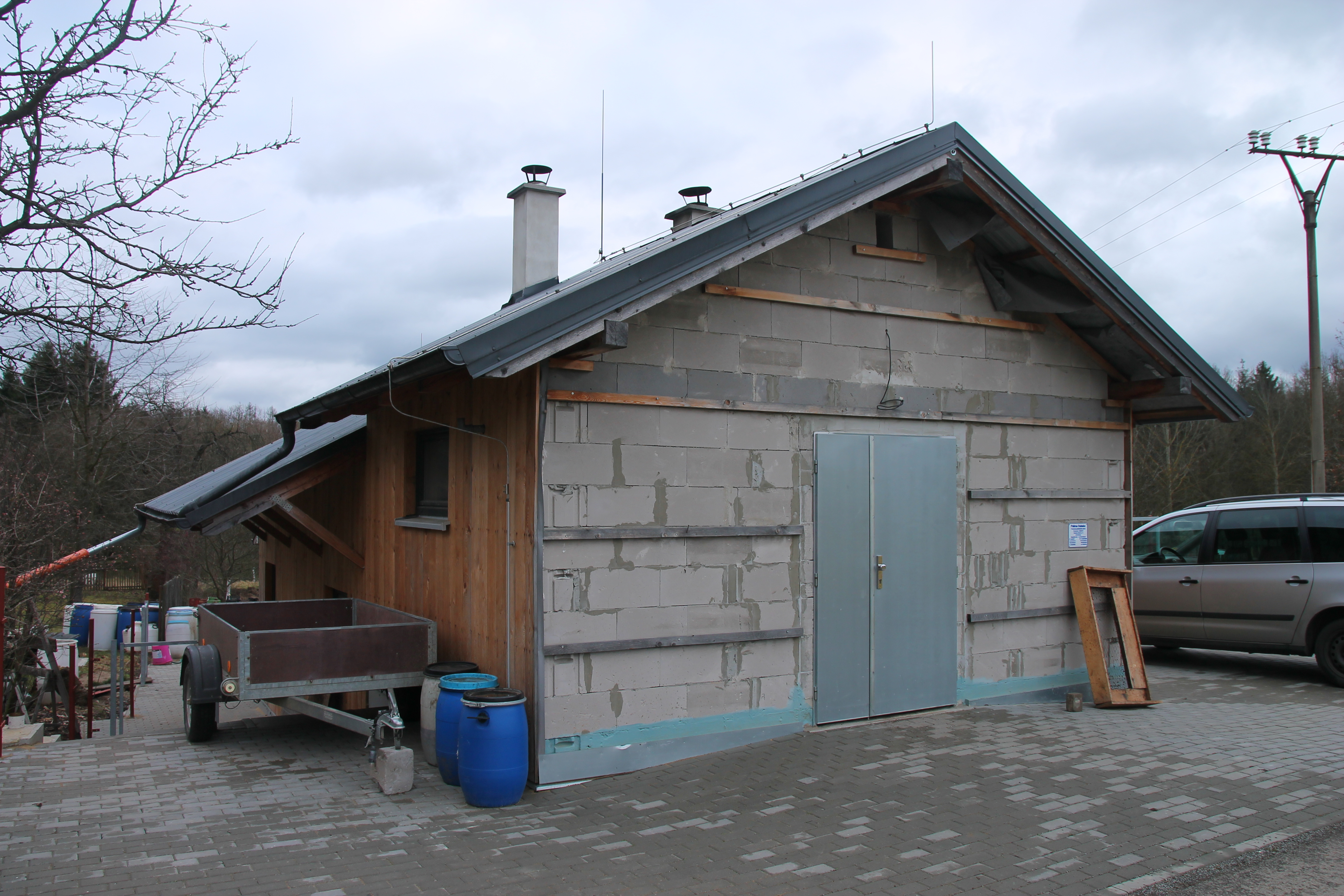
Fruitstokerij in het dorp (2019)
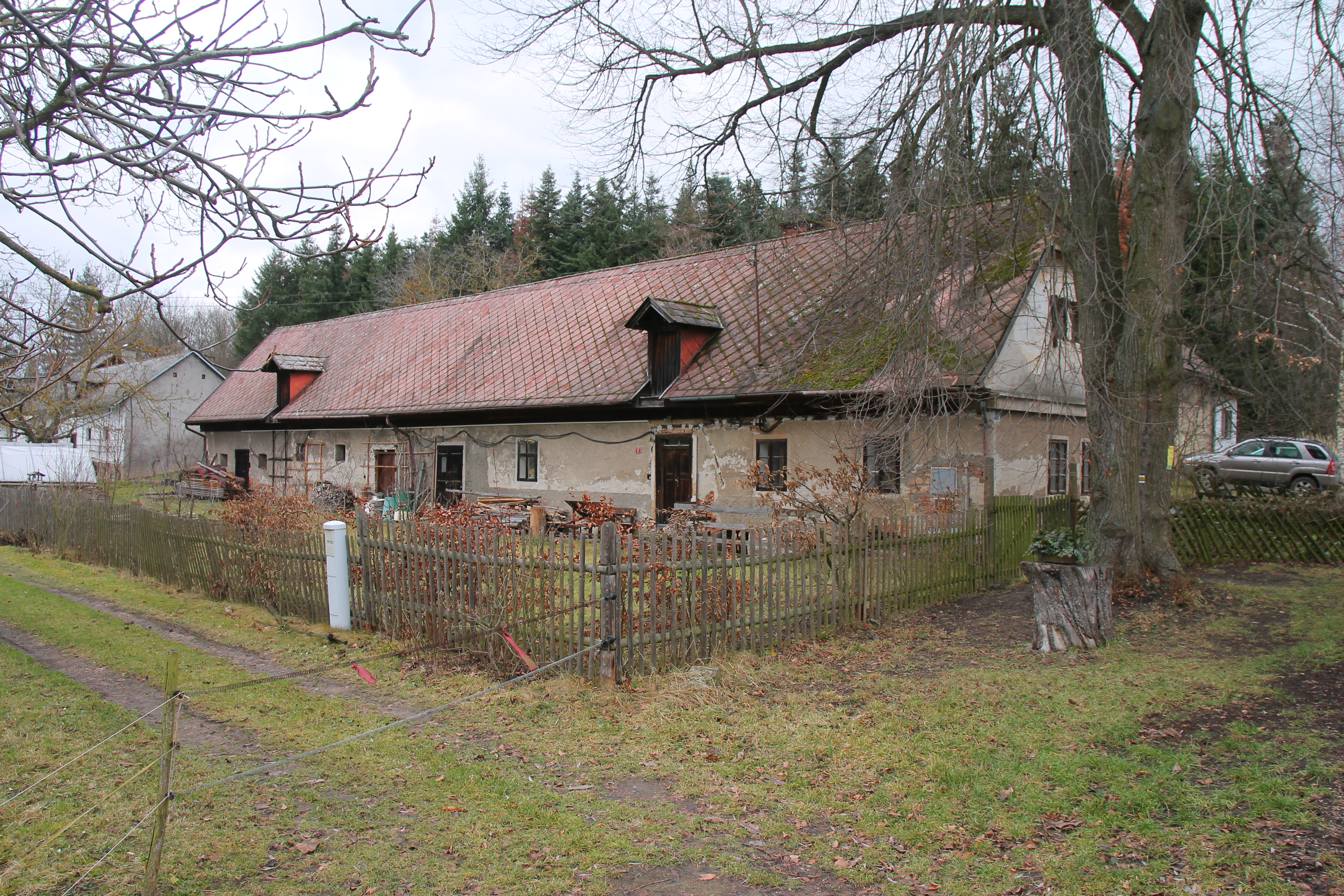
Hoeve in het dorp (2019)